# NGC 799
NGC 799 è una vasta galassia a spirale barrata situata nella costellazione della Balena, a una distanza di circa 272 milioni di anni luce dalla nostra Via Lattea.

## Scoperta
La galassia è stata scoperta il 9 ottobre 1885 dall'astronomo statunitense Lewis Swift.

## Descrizione
NGC 799 presenta una larga riga a 21 cm dell'idrogeno neutro.
Il database SIMBAD la classifica come galassia LINER, cioè una galassia il cui nucleo presenta uno spettro di emissione caratterizzato da larghe righe di atomi debolmente ionizzati.
Data la sua luminosità superficiale pari a 14,73, NGC 799 può essere classificata come una galassia a bassa luminosità superficiale (nella letteratura in lingua inglese abbreviata in LSB, acronimo di Low Surface Brightness). Le galassie LSB sono galassie di tipo diffuso (D) con una luminosità superficiale inferiore di almeno una magnitudine a quella del cielo notturno circostante.
NGC 799 è stata utilizzata da Gérard de Vaucouleurs come esempio di galassia di tipo morfologico SAB(l)a nel suo atlante delle galassie.
NGC 799 e NGC 800 formano una coppia di galassie interagenti, a una distanza di circa 272 milioni di anni luce dalla Via Lattea.

## Supernova
L'11 agosto 2004, all'interno di NGC 799 è stata scoperta la supernova SN 2004dt da parte di M. Moore e W. Li nel corso del programma LOSS (Lick Observatory Supernova Search) dell'Osservatorio Lick. La supernova è stata classificata di tipo Ia.